# Fon-Axt
Die Fon-Axt ist eine afrikanische Axt. Afrikanische Äxte wurden in verschiedenen Ländern und von verschiedenen Ethnien Afrikas als Kriegs-, Jagd-, Kultur-  und Standeswaffe entwickelt und genutzt. Die jeweilige Bezeichnung der Waffe bezieht sich auf eine Ausprägung dieses Waffentyps, die einer bestimmten Ethnie zugeordnet wird.

## Beschreibung
Die Fon-Axt hat eine flache, eiserne Klinge, die am vorderen Ende W-formig aufgebogen ist (siehe Bild Infobox). Die Klinge ist in dem hölzernen Heft befestigt. Das Heft ist im oberen Bereich in der Form eines Stieres (Hausrind) gearbeitet. Das Heft ist unterhalb der Stierfigur quadratisch. Der Rest des Heftes ist rund gearbeitet. Zur Verzierung ist das gesamte Heft mit roter Farbe überzogen. Die Fon-Axt wurde von der Ethnie der Fon benutzt.